# Quercus myrtifolia
Quercus myrtifolia — вид рослин з родини букових (Fagaceae); ендемік південного сходу США. Видовий епітет означає «з листям, подібним роду Myrtus».

## Опис
Це вічнозелений кущ або невелике дерево, яке досягає 12 метрів у висоту, часто росте в заростях. Кора світло-сіра, спочатку гладка, борозниться біля основи. Гілочки темно-червоно-коричневі, волохаті, стаючи голими. Листки обернено-яйцеподібні до еліптичних, товсті, 2–1.2 × 1.2–3 см; основа клиноподібна до округлої; верхівка округла; край вигнутий, цілий або іноді з 1–3 парами дрібних зубів з наконечником щетини; верх блискучий темно-зелений, голий; низ жовто-зелений із пахвовими іржавими пучками; ніжка листка завдовжки 2–5 мм, гола. Цвіте навесні. Жолудів дворічні, від 1 до 2 разом, сидячі або на короткій ніжці; горіх широко яйцеподібний до кулястого, 9.5–14 × 8–13 мм, ± голий; чашечка від блюдцеподібної до дрібно келихоподібної форми, заввишки 4–7 мм і 8.5–14.5 мм завширшки, укриває 1/4–1/3 горіха, з притиснутими сірими лусочками.

## Середовище проживання
Ендемік південного сходу США: Алабама, Флорида, Джорджія, Міссісіпі, Північна Кароліна, Південна Кароліна.
Населяє дюни, піщані пагорби, сухі піщані хребти та дубові скраби; на 0–100 м.

## Використання
Цей вид забезпечує їжу та прикриття для численних видів дикої природи, включаючи Aphelocoma coerulescens. Його можна знайти у продажу як дерево для озеленення на південному сході США.

## Загрози
Перебуває під загрозою освоєння суші і придушення протипожежного режиму, що дозволяє більш високим видам зазіхати та затінювати дубові чагарники.

## Галерея

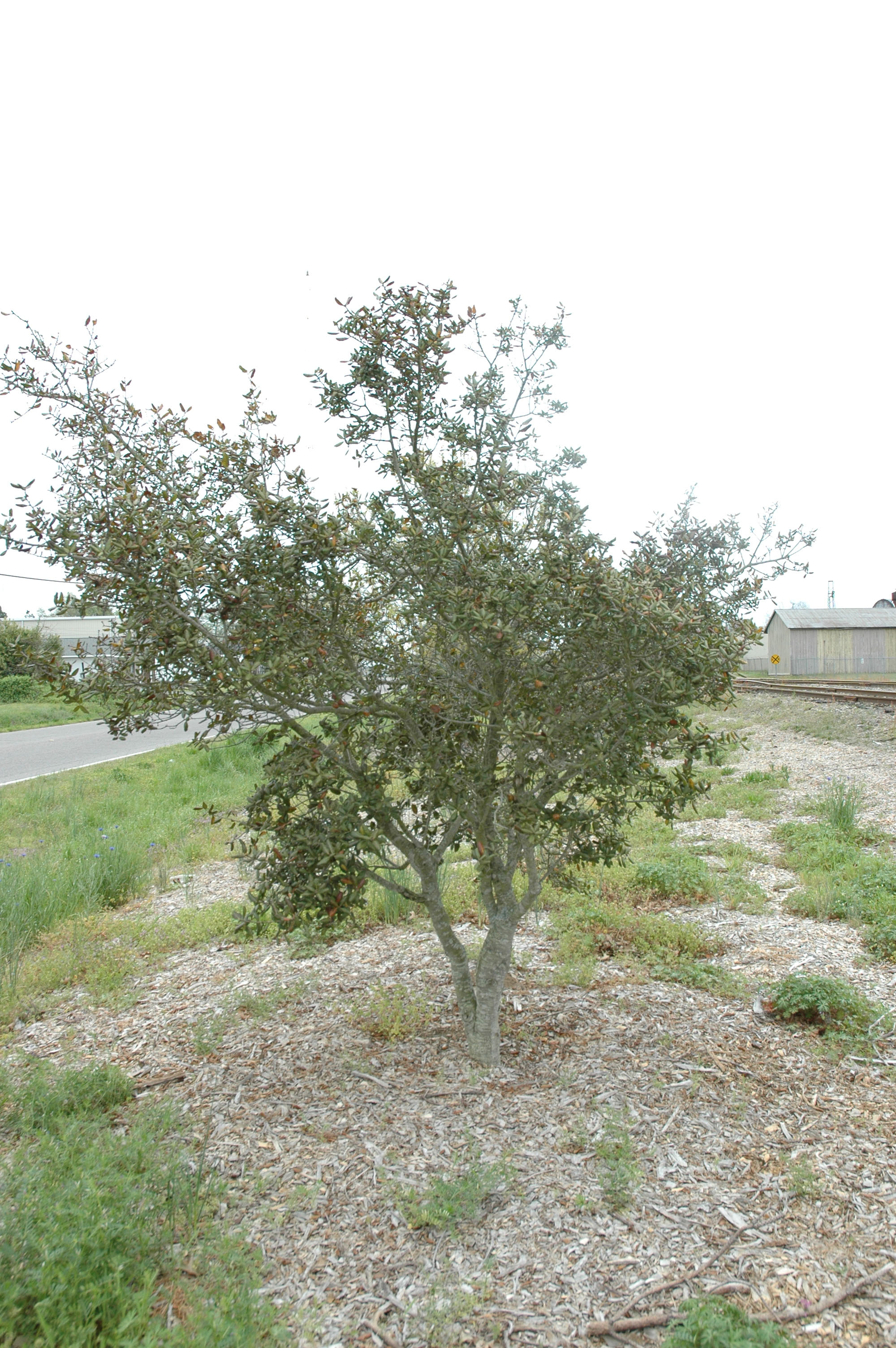
деревце
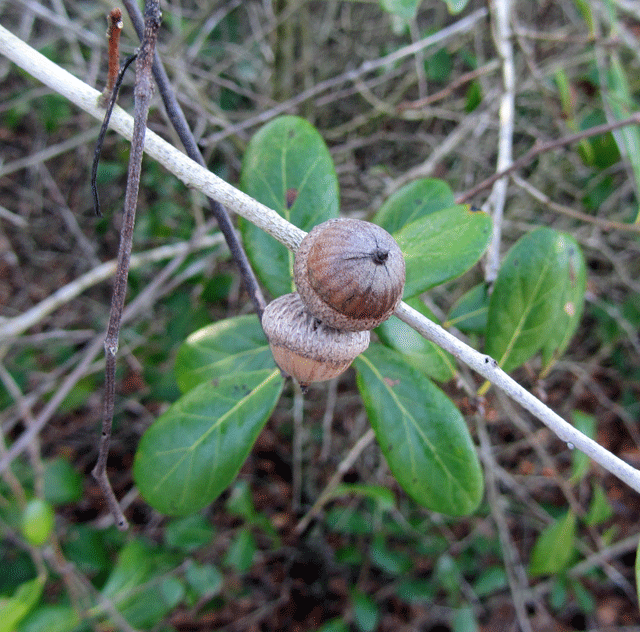
листки й жолуді